# Laurent Clozel
Laurent Clozel (Gap, Altos Alpes, 23 de outubro de 1953) é um matemático francês, que trabalha com formas automórficas, incluindo avanços significativos sobre o programa Langlands.

## Vida e carreira
Clozel estudou na Escola Normal Superior de Paris, onde obteve um doutorado orientado por Michel Duflo e Paul Gérardin. É atualmente professor da Universidade Paris-Sul em Orsay.
Recebeu o Prêmio Élie Cartan de 1999. Foi palestrante convidado do Congresso Internacional de Matemáticos em Berkeley (1986: Base change for GL(n).
Juntamente com Richard Taylor, Nicholas Shepherd-Barron e Michael Harris provou a conjectura de Sato–Tate.

## Publicações selecionadas
- com James Arthur: Simple algebras, base change and the advanced theory of the trace formula, Annals of Mathematical Studies, Princeton University Press, 1989
- Motifs et formes automorphes: applications du principe de fonctorialité in James Milne, ed. : Automorphic forms, Shimura Varieties and L-Functions, Proc. Conf. Univ. Michigan, Ann Arbor 1988, 2 Bände, Academic Press, 1990
- com Nicolas Bergeron : Spectre automorphe des variétés hyperboliques et applications topologique, Société mathématique de France, 2005
- Appendix in : Jean-Pierre Labesse: Cohomologie, stabilisation et changement de base, Astérisque, Nr.257, 1999
- The Sato–Tate Conjecture, in Barry Mazur, Wilfried Schmid, Shing-Tung Yau u.a. (éditeur): Current Developments in Mathematics, American Mathematical Society, 2000
- Laurent Clozel e Luc Illusie, « Nécrologie : André Weil (1906–1998) », Gazette des mathématiciens, vol. 78, 1998, pp. 88–91.